# ワールドバザール
ワールドバザール（World Bazaar、略称：WB、W/B）とは、東京ディズニーランド (TDL) にあるテーマランドの一つである。「オールウェザーカバー」（全天候型屋根）という全面ガラス張りの屋根がついている建物部分と、メインエントランス、セントラルプラザ全域を範囲としている。

## 概要
19世紀末から20世紀初頭の古き良きアメリカの街。ビクトリア王朝風の建物が並ぶ。
パークの玄関口となるエリア名は他のディズニーランド型パークでは「メインストリートUSA」という名称になっており、TDLでは名称が異なっているが、ともに同じデザインコンセプトで作られているため、外観上の違いはほとんどない。
メインストリートUSAでは青空の下にあるのに対し、ワールドバザールは屋根で覆われている。これはカリフォルニアとフロリダでは年間を通してほとんど雨が降らないことと、日本の天候との違いによるものである。
また、これによって、青空の下で「アトモスフィア・エンターテイメント」と呼ばれるようなアメリカ特有の陽気な歌と踊りが始まると、メインストリートUSAは野外ステージにと変わる。観客も足を停めて一緒に踊ったり歌ったりと楽しむ陽気で開放的な「溜まり場」の雰囲気を演出している。一方、ワールドバザールは両側に立ち並ぶ商店街を見て回るショッピング街のイメージが強い。ジャーナリストの野口恒はこれを屋根の有無よりはアメリカと日本の国民性の違いでなかろうかと推測している。

## 施設

### アトラクション
- ペニーアーケード
- オムニバス（パレードルート）

### ショップ
- グランドエンポーリアム
- カメラセンター
- ビビディ・バビディ・ブティック
- ワールドバザール・コンフェクショナリー
- タウンセンターファッション
- ハリントンズ・ジュエリー&ウォッチ
- ペイストリーパレス
- トイ・ステーション
- マジックショップ
- ハウス・オブ・グリーティング
- シルエットスタジオ
- ディズニー&カンパニー
- ホームストア

### レストラン
- センターストリート・コーヒーハウス
- イーストサイド・カフェ
- れすとらん北齋
- アイスクリームコーン
- スウィートハート・カフェ
- リフレッシュメントコーナー
- グレートアメリカン・ワッフルカンパニー
- クラブ33

### サービス施設
- メインストリートハウス
- ゲストリレーション・ウィンドウ(パーク内)（メインエントランス）
- ベビーカー&車イス・レンタル（メインエントランス）
- 宅配センター（メインエントランス）
- 迷子センター
- ベビーセンター
- 三井住友銀行 東京ディズニーランド出張所

以前、ワールドバザールには「ファイアーエンジン」と「ホースレスキャリッジ」という自動車のアトラクションが存在したが、車体が東京ディズニーシーの「ビッグシティ・ヴィークル」というアトラクションに移転したため、現在、この2つのアトラクションは存在しない（移転した「ビッグシティ・ヴィークル」でしばらく使用されていたが、現在は廃車されており、使用されていた自動車は現存しない）。
また、一般ゲストには非公開だが「クラブ33」という会員制のレストランが存在する。これは、TDRの経営・運営を統括するオリエンタルランドが入会を承認した会員（主に地元の名士やTDR計画に多大な協力をした人物等を対象とした個人会員と、公式スポンサー等の法人会員からなる）および会員の紹介があったゲストのみが利用できる施設である（詳しくはクラブ33を参照）。入り口は「三井住友銀行 東京ディズニーランド出張所」の横。入り口のドアには「33」と書かれている。

### クローズした施設

#### クローズしたアトラクション
- メインストリート・ビークル:ファイアーエンジン（パレードルート）
- メインストリート・ビークル:ホースレスキャリッジ（パレードルート）
- メインストリート・シネマ ※2002年10月20日クローズ
- ディズニーギャラリー

#### クローズしたショップ
- サウスサイド・ハバダッシュリー
- シグネチャーショップ
- チャイナキャビネット
- タウンクロージアーズ
- ムービープレミアショーケース
- ディズニーコレクション
- エンポーリアム
- コンフェクショナリー
- ニューセンチュリー・クロックショップ
- トイキングダム ※2007年5月6日クローズ
- ストーリーブック・ストア ※2007年5月6日クローズ
- アップタウン・ブティック ※2007年5月6日クローズ
- ミッキーのモダーンメモリー ※2007年5月6日クローズ
- ビーバップ・ホップ ※2007年5月6日クローズ
- ビクトリアズ・ジュエリーボックス ※2007年11月15日クローズ
- ディズニーギャラリー ※2016年9月10日クローズ[3]
- メインストリート・デイリー ※2019年5月7日クローズ[4]

#### クローズしたレストラン
- アイスクリームパーラー
- シトラスハウス
- レインボー・フルーツマーケット
- ペイストリーパレス (レストラン)
- スウィートハート・カフェ (レストラン)

#### クローズしたサービス施設
- メインストリートハウス (旧)
- ガイドツアーロビー

## エンターテイメント
- 東京ディズニーランド・バンド
- バイシクルピアノ
- サックス・フォー

### 終了したエンターテイメント
- サックス・ファイブ
- ウェルカムフラワーバンド
- ジップンズーム・ガイドツアー

## その他
- ワールドバザールの建物にはシンデレラ城の石垣などと同じように遠近法を利用して奥行きや高さを錯覚するように造られている。例えば、建物は、高さが上に行くほど大きさが縮小されているなど、映画で培われたテクニックが使われている。[1]。
- 建物の一つ一つにはその建物の年代と番地が書かれている（年代は建物の上部に、番地は建物の各入口にそれぞれ書かれている）。また、ウインドーグラフィックにはウォルト・ディズニー、兄のロイ・O・ディズニーを始め、TDL運営会社のオリエンタルランドの元経営者からも高橋政知や加賀見俊夫の名が「ディズニー・レジェンド」として、各建物の窓に刻まれている[5]。これはアナハイムのディズニーランドが開園する際に、ウォルトが自分に関わる人の名を感謝の気持ちとして「メインストリートUSA」の窓に残したことに因んでいる[要出典]。
- メインストリート(メインエントランスからプラザへ向かう道)にある建物のデザインはアールヌーボー様式で、センターストリート(アドベンチャーランドとトゥモローランドを結ぶ、メインストリートに交差している道)の建物はアールデコ様式となっている[要出典]。
- 三井住友銀行浦安支店東京ディズニーランド出張所に派遣されている銀行員（無論三井住友銀行の社員）は、他のキャストと同じワールドバザールの時代設定にあわせたTDLが用意したコスチューム（制服）・およびネームタグ（名札）を着用して業務を行っている[要出典]。開園から数年（当時：三井銀行）は一般のゲストも口座を開設することができ、特別なデザインの通帳も用意されていたが、現在は一般ゲストの口座開設は出来ない[要出典]。
- TDL開業当時、ワールドバザールは大規模小売店舗法 （大店法）に抵触していた。周辺地域で販売している商品と競合するような商品はまったくなかったのだが、床面積が大店法の規制対象となっていた。このため、営業時間の制限や年間を通じての休業日設定が必要になった。当初は月曜日をTDL休業日にする方向であったが、「月曜は振替休日となることが多いので入園者数を失うのはもったいない」という理由から火曜日が休業日に設定された[6]。